# Leonidas Proaño
Leonidas Eduardo Proaño Villalba (* 19. Januar 1910 in San Antonio de Ibarra; † 31. August 1988 in Quito) war ein ecuadorianischer römisch-katholischer Priester und Theologe. Er war von 1954 bis 1985 Bischof von Riobamba und einer der bedeutendsten Vertreter der Befreiungstheologie in Ecuador. Er ist als „Bischof der Armen“ und „Bischof der Indios“ bekannt geworden.

## Leben
Leonidas Proaño wurde in eine arme Bauernfamilie geboren, seine Eltern waren Agustín Proaño Recalde und Zoila Villalba Ponce. 1930 trat er in das Priesterseminar in Quito ein, wo er Theologie und Philosophie studierte, und wurde 1936 von Erzbischof Carlos María de la Torre zum Priester geweiht. Sein Interesse galt von Beginn an den fortschrittlichsten Tendenzen im Bereich der katholischen Soziallehre. Im Bistum Ibarra gründete er die Juventud Obrera Cristiana (dt. Christliche Arbeiterjugend). 1954 wurde er zum Bischof von Riobamba berufen. Die Bischofsweihe spendete ihm am 26. Mai 1954 der damalige Apostolische Nuntius von Ecuador und spätere Kardinal Opilio Rossi.
Von seinem Bischofssitz Riobamba aus engagierte er sich ständig für mehr soziale Gerechtigkeit für die indigene Bevölkerung, die „Indios“, und erklärte – mit Nachdruck die Lehren der Befreiungstheologie vertretend – zu seinem Ziel, deren Lage deutlich und nachhaltig zu verbessern. Unter anderem gründete er 1960 das Centro de Estudios y Acción Social (dt. Zentrum für Studien und soziale Aktion), um die indigenen Dorfgemeinschaften bei ihren Entwicklungsbestrebungen zu unterstützen, und 1962 die Escuelas Radiofónicas Populares (dt. Radiovolksschulen) mit dem Ziel der Alphabetisierung und Bildung. Eine seiner wichtigsten Mitarbeiterinnen war die französische Vinzentinerin Jeanne Paglino.
Als die Kommission zur Ingangsetzung der Vorbereitung des Zweiten Vatikanischen Konzils (Commissio antepraeparatoria) am 18. Juni 1959 alle Bischöfe einlud, Vorschläge für die beim Konzil anzugehenden Themen einzureichen, antwortete Bischof Proaño mit einer ausführlichen Stellungnahme, in der er unter anderem die priesterliche Frömmigkeit und Ausbildung, die religiöse Bildung der Laien sowie die Finanzierung der Pfarreien ansprach. Zudem sprach er sich für erweiterte Kompetenzen der Ortsbischöfe gegenüber den im jeweiligen Bistum tätigen Ordensleuten aus. Von 1962 bis 1965 nahm Proaño am Zweiten Vatikanischen Konzil teil und war unter anderem an der Ausarbeitung der Pastoralkonstitution Gaudium et Spes beteiligt.
In Vorbereitung auf die 3. Generalversammlung des lateinamerikanischen Episkopates 1968 in Medellín leitete er 1966 in Baños eine Studientagung lateinamerikanischer Bischöfe über Bildung als Weg aus der Armut, das Laienapostolat und die christliche Parteinahme in sozialen Konflikten. Deren Teilnehmer stellten durch ihre Beschlüsse Weichen für die Konferenz in Medellín zwei Jahre darauf. 1968 gründete er den Hogar Santa Cruz – Centro de Reflexión Teológico-Pastoral-Político y Social, ein Zentrum zur theologischen wie politischen Bildung. 1969 wählte der Lateinamerikanische Bischofsrat (CELAM) ihn zum Präsidenten seines Instituto Pastoral Latino-Americano (IPAL). In den späten 1960er und in den 1970er Jahren unterstützte er engagiert die indigenen Gemeinschaften und deren Vereinigungen im Kampf um eine angemessene Landreform (siehe auch Bewegung der Indigenen in Ecuador).
In diesem Zusammenhang wurde seine Diözese 1973/1974 durch einen Apostolischen Visitator besucht und überwacht und Proaño in den Vatikan zitiert, da er verdächtigt wurde, Guerilla-Aktivitäten zu unterstützen. Proaño wurde von allen Vorwürfen freigesprochen. Mit Unterstützung von Adolfo Pérez Esquivel gründete er den ecuadorianischen Zweig der lateinamerikanischen Menschenrechtsorganisation Servicio Paz y Justicia (SERPAJ). Während der Militärdiktatur unter Guillermo Rodríguez Lara wurde er 1976 mit 16 anderen Bischöfen bei einem Treffen in Santa Cruz in der Provinz Chimborazo festgenommen und für 28 Stunden in Quito inhaftiert.
Unter seiner Leitung übersetzte eine Arbeitsgruppe die vier Evangelien ins Quichua von Ecuador, die 1972 herauskamen.
1985 ließ er sich nach Erreichen der Altersgrenze von 75 Jahren als Bischof von Riobamba emeritieren. Er wurde auf Antrag von Indigenenorganisationen von Johannes Paul II. zum „Bischof der Indios“ ernannt. In demselben Jahr schlug ihn der argentinische Friedensnobelpreisträger Adolfo Pérez Esquivel für den Friedensnobelpreis 1986 vor.

## Nachlass
Das persönliche Archiv von Leonidas Proaño wird in der Casa Sacerdotal des Bistums Riobamba bewahrt.

## Ehrungen
Ihm wurden verschiedene Ehrendoktortitel in- und ausländischer Universitäten verliehen, darunter 1987 durch die Philosophische Fakultät der Universität des Saarlandes. 1986 erhielt er den Preis der Rothko Chapel in Houston, am 8. Juli 1988 den Bruno-Kreisky-Preis für Verdienste um die Menschenrechte und im selben Jahr postum den Menschenrechtspreis der Vereinten Nationen.

## Schriften
- Rupito. 1953.
- Creo en el Hombre y en la Comunidad. 1977.
- El Evangelio Subversivo. 1987.
- Concienciación, Evangelización y Política. 1987.